# 中橋康長
中橋 康長（なかはし やすなが）は、日本の美容師、実業家。東京都、千葉県、埼玉県を中心に関東圏で美容室のチェーン展開を行う株式会社クレドガーデン代表。美容室経営の傍ら、定期的にベトナムでヘアカットボランティアを行う。

## 人物・来歴

### 幼児期
茨城県出身。幼児期より母親に髪をカットしてもらっていた。母は「ハサミの動かし方は、人が歩くスピードや感覚ですると心地いい」と言っていた。ある日、テレビ番組で、日本人がフランス人女性の髪をカットしている姿を見て美容師に憧れを持つが、同時に母の言葉が潜在意識に残っていたためか、これなら自分でもできると感じた。

### 成人後
上京し、池袋の理容店で務めるが、先輩と喧嘩をしてクビになり、その後は職場を転々とする。ある日、先輩からドイツ行きの話があり、試験を受けるが「今までいろんな人が来たが、あなたがいちばん最低だ」と言われたが、それでも試験には合格。26歳から3年間、デュッセルドルフで主に日本人客に対し施術を学ぶ。その際、客自身も意識できない認識の領域で客の要望を感じ取る「客になりきり入りこむように施術する」感覚を会得。
帰国後、東京で1号店を開店。忙しいがスタッフが集まらないスタートであった。短気でいつも眉間にしわを寄せながら仕事をしていたが、ある時、贔屓にしてくれたある高齢女性の客との出会いと別れがきっかけとなり、「お客様従業員家族が豊かになる、幸せになることを使命とする」を目的とし、「一人のお客様が学生から大人に成長していく、そういう過程の中で、物語を共に作っていく」を本気で実践しようと考える境地に至る。また、事業を遂行していく中で、成功というのは、金銭的な成功ではなく、「どんな逆境に立っても、前向きに解決できる姿勢を持つ能力を身につける」ことだと考えるに至った。
2022年現在、美容室を関東圏に24店舗、ベトナムに1店舗を展開している。

### 社会貢献活動
国際ボランティアを行っていることで知られる。アフリカで井戸掘りのほか、毎年2回程度、8人ほどの美容師でベトナム・ホーチミン市の孤児院「クェホン慈善センター」を訪問し、ヘアカットのボランティアを行っている。「孤児院の子供たちに、日本流のカット技術を体感してもらい、手に職を持つことの素晴らしさを知ってもらう」、「苦しい家庭環境で育った子どもたちに少しでも愛情を与える」、「日本への興味や好感を抱いてもらい、日本とベトナムの距離を縮める」のことを目的としている。こうした活動は、中橋がベトナムを観光目的で訪れた際に、深夜に小学3-4年生くらいの子供が物売りをしているのを見かけ、貧困の実態を知り、美容師としてできることは何かを考えた結果、技術を身につける、手に職をつけることで、生い立ちや学歴に関係なく自立できることを、子どもたちに知ってもらおうとボランティアカットを思い付いたという。